# Comuna Bilka, Trosteaneț
Bilka (în ucraineană Білка) este o comună în raionul Trosteaneț, regiunea Sumî, Ucraina, formată din satele Bilka (reședința), Hruzke, Hvoșciova, Mîkîtivka, Novoselivka, Oleksîne și Vîșneve.

## Demografie
Componența lingvistică a comunei Bilka
     Ucraineană (95,54%)
     Rusă (3,97%)
     Alte limbi (0,41%)
Conform recensământului din 2001, majoritatea populației comunei Bilka era vorbitoare de ucraineană (95,54%), existând în minoritate și vorbitori de rusă (3,97%).